# Dorstenia yambuyaensis
Dorstenia yambuyaensis är en mullbärsväxtart som beskrevs av De Wild.. Dorstenia yambuyaensis ingår i släktet Dorstenia och familjen mullbärsväxter. Inga underarter finns listade i Catalogue of Life.

## Bildgalleri

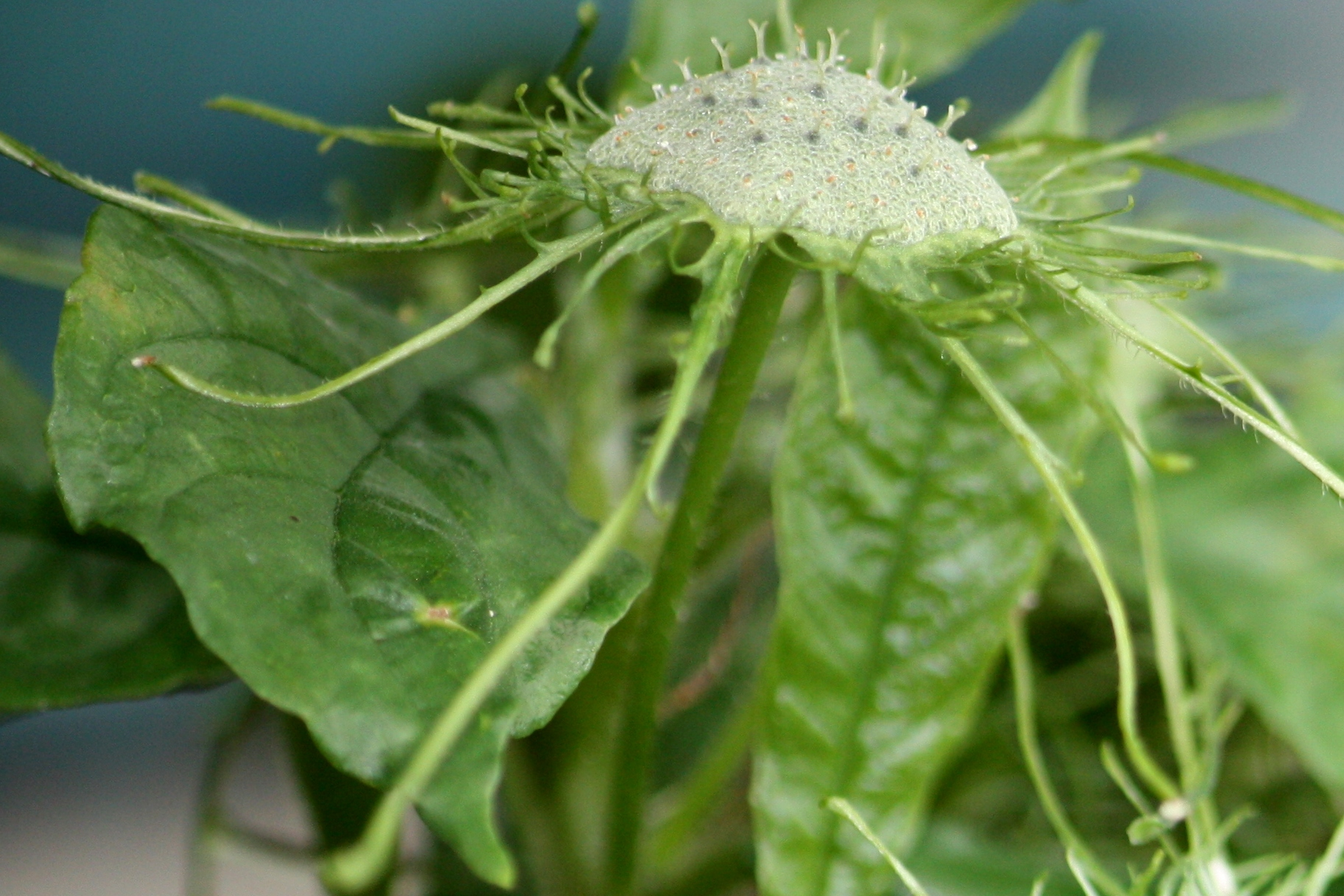
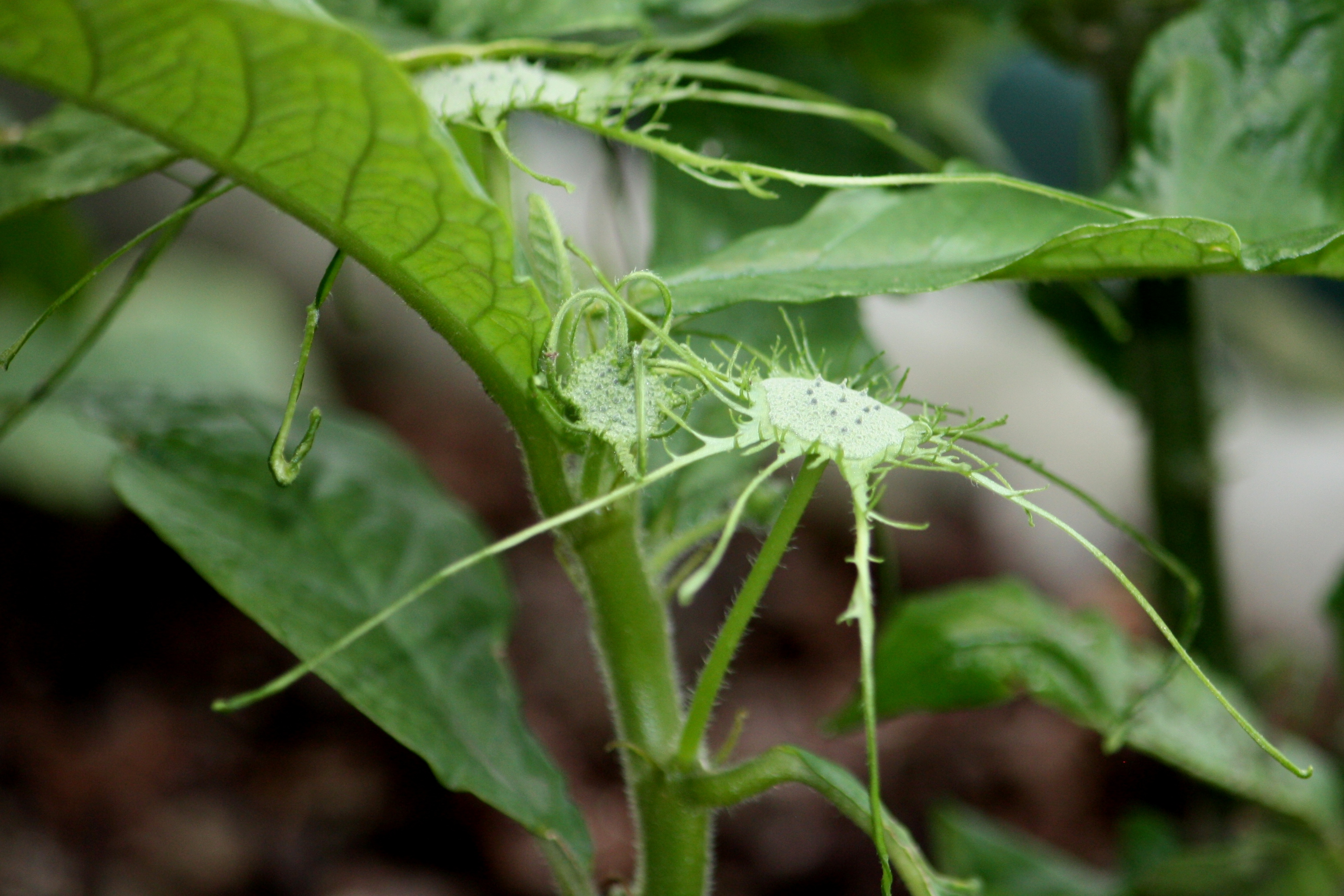
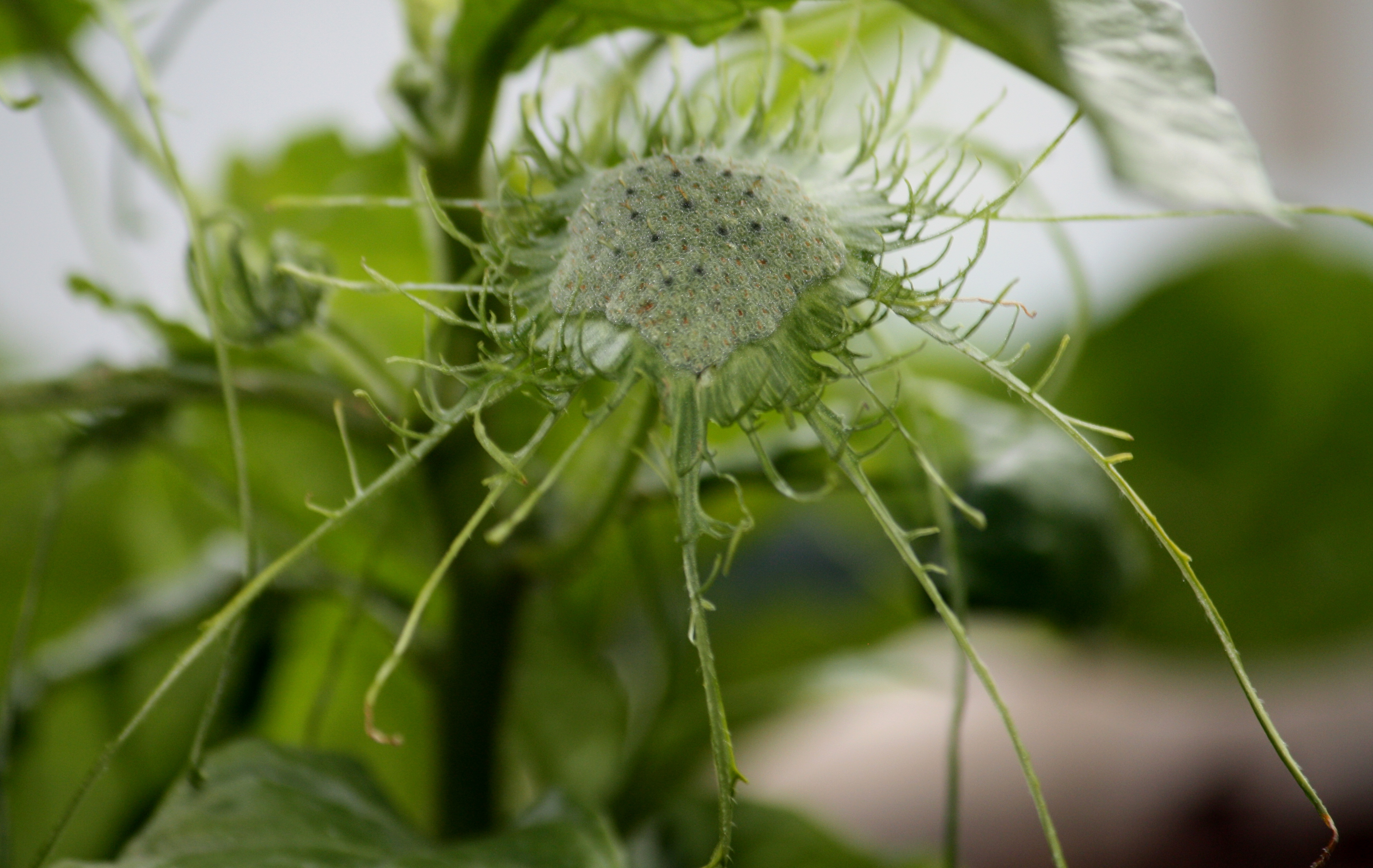
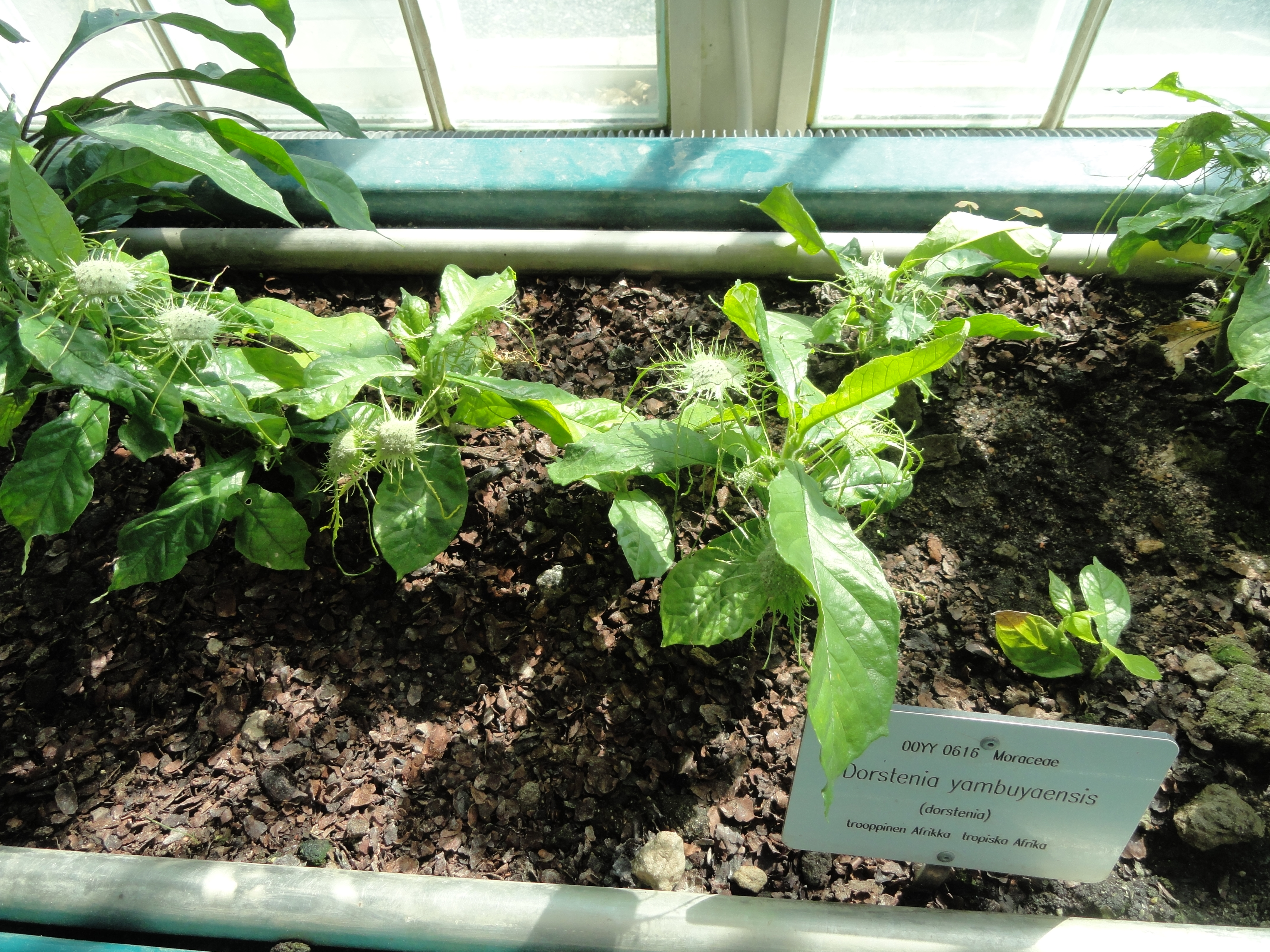